# Makandiambougou
Makandiambougou fou un antic poblament de la regió de Kita on residia el principal cap de la regió. Quan van arribar els francesos el 1880 el cap principal era Tokonta i el rei residia a Nahalla. Les poblacions estaven separades uns centenars de metres una de l'altra. Sota protectorat francès les diverses ciutats a l'entorn de Makandiambougou van quedar unides per formar la nova població de Kita on els francesos van construir un fort.